# Marina Lorenzo
Pour les articles homonymes, voir Lorenzo.
Marina Lorenzo, née en 1980 à Saint-Étienne, est une présentatrice et journaliste sportive française. Co-animatrice de J+1 sur Canal+ de 2015 à 2018, elle couvre en 2019 le Moto GP pour la même chaîne avant de rejoindre Téléfoot en 2020. Elle présente Dimanche Soir Football de 2021 à 2024, sur Prime Video.

## Biographie

### Enfance, jeunesse et formation
Marina Lorenzo est née à Saint-Étienne d'un père ingénieur espagnol et d'une mère femme au foyer française d'origine italienne et espagnole, et est une supportrice de l'ASSE, à l’instar de ses frères plus grands. Elle grandit à Fraisses où elle fréquente l'école Jean-Zay. À la suite d'une mutation de son père, elle quitte la région alors qu'elle a 12 ans pour emménager en Normandie. De 15 à 18 ans, elle intègre à Évreux une section sport-études handball du lycée Aristide Briand. Au poste de pivot, elle s'adonne à ce sport à un bon niveau avec une saison à l’échelon régional, mais l'arrêtera au commencement de ses études supérieures.
Après avoir obtenu son baccalauréat dans un lycée privé de Nevers à la suite d'une nouvelle mutation de son père, elle fait plusieurs stages dans les rédactions de journaux comme Le Parisien ou dans des magazines de sport. Elle s'oriente d'abord vers une prépa littéraire puis obtient une maîtrise de lettres modernes à La Sorbonne. En 2003, la jeune femme se dirige vers le journalisme avec l'école de journalisme de Toulouse. Tentée par la presse écrite, elle débute finalement en 2007 à la radio avec plusieurs stages à Radio France, France Info et RFI, puis elle intègre A2PRL (ex AFP Audio) et subséquemment RFI où elle évoluera pendant deux années,, animant notamment des tranches d'information internationale.

### 2009-2019: Carrière chez Canal+
En 2009, elle s'oriente vers le journalisme sportif et rejoint Infosport+, la chaîne d'information sportive du groupe Canal+. Débutant à la pige, la journaliste fait des sujets, puis des JT et des émissions en plateau.
À l'été 2015, elle intègre l'émission J+1, une émission hebdomadaire abordant le football sur un ton décalé, en tant que co-animatrice aux côtés de Stéphane Guy,. Ce dernier est remplacé par Nicolas Tourriol à partir de la saison suivante.
À partir du 22 janvier 2016, elle présente en duo avec Hervé Mathoux Rio, le magazine des Jeux olympiques, une émission consacrée aux Jeux olympiques de Rio et diffusée mensuellement sur Canal+Sport,.
En avril 2018, il est dévoilé dans J+1 qu'elle a dû recadrer des supporters envahissants lors d'un duplex à Madrid à l'occasion de la finale de la Coupe du Roi. La séquence fait parler et est reprise dans des médias étrangers,,.
Elle couvre la Coupe du monde de football 2018 pour les chaînes du groupe Canal+.
À l'été 2018, elle arrête J+1, et c'est Laurie Delhostal qui lui succède en tant que co-animatrice de l'émission.
En 2019, elle couvre désormais le Moto GP,, assurant les directs et les plateaux réalisés sur site aux côtés de Louis Rossi, Sylvain Guintoli, Laurent Rigal, Randy de Puniet et David Dumain,. Elle révèlera deux ans plus tard dans une interview à GQ que ce changement lui avait été imposé et que « ce fut parfois compliqué ».

### 2019-: Carrière chez Téléfoot puis Amazon
En 2020, elle intègre la nouvelle chaîne Téléfoot appartenant au groupe sino-espagnol Mediapro, nouvel acquéreur de la majorité des droits de la Ligue 1, de la Ligue 2 et de la Ligue des champions. Elle y présente à partir de l’été Au cœur des clubs, une émission diffusée du lundi au vendredi de 12 h 30 à 14 h,. Néanmoins, le 11 décembre 2020, Mediapro annonce l'arrêt de la chaîne à ses salariés. Elle présente ainsi pour la dernière fois son émission le 5 février 2021. Elle confiera quelques semaines plus tard que l’arrêt de Téléfoot a été « extrêmement brutal ».
En juillet 2021, on apprend que la présentatrice est recrutée par Amazon Prime Video, nouveau détenteur de la majorité des droits de la Ligue 1 et de la Ligue 2. Elle présente dorénavant le magazine du dimanche soir intitulé Dimanche Soir Football,. Elle intervient également en bord de terrain lors de certaines rencontres.
En décembre 2021, il est annoncé qu'elle est remplacée par Laurie Delhostal à partir de janvier 2022 dans l'émission Dimanche Soir Football en raison d'un congé maternité,. Elle avait auparavant déjà donné naissance à un garçon. Elle retrouve la présentation de l'émission en août 2022.
Elle présente, au côté de Thibault Le Rol, la cérémonie des Trophées UNFP du football 2022, 2023 et 2024,,.
En septembre 2024, elle rejoint RMC, où elle présente, Intégrale Foot, chaque dimanche après-midi. 
Elle rejoint, à partir d'août 2025, la chaîne Ligue 1+.

## Engagement
Marina Lorenzo travaille avec une association toulousaine, nommée Les Pitchouns du monde, qui fournit du matériel à des orphelinats du monde.
Le 25 novembre 2020, une « Tribune contre la violence » imaginée par la LFP dans laquelle elle participe est dévoilée à l’occasion de la journée internationale contre les violences faites aux femmes.